# Aston Hall (Aston)

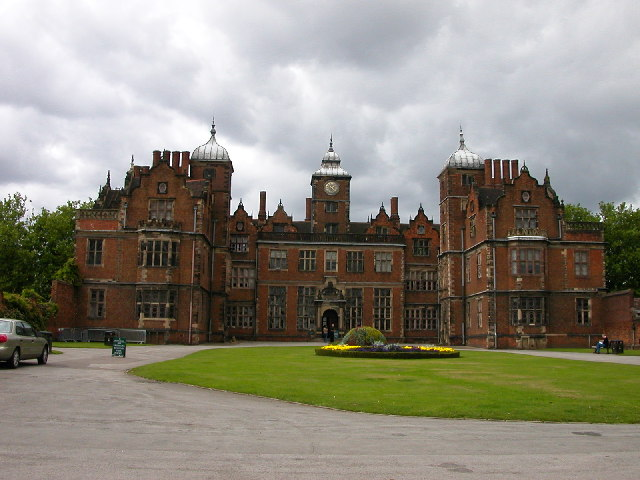
Fachada do Aston Hall.

O Aston Hall é um palácio rural em Estilo Jacobeano, situado em Aston, Birmingham, Inglaterra. É um listed building classificado com o Grau I.

## História

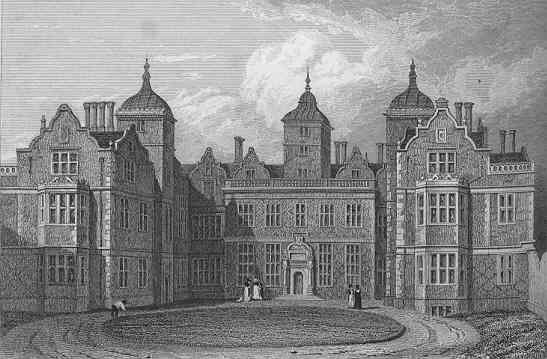
Aspecto do Aston Hall em 1829.

A construção do Aston Hall começou em Abril de 1618 e Sir Thomas Holte mudou-se para o palácio em 1631, tendo o edifício ficado concluido em Abril de 1635. Foi desenhado por John Thorpe.
O edifício foi severamente danificado depois dum ataque pelas tropas Parlamentaristas ocorrido em 1643; alguns dos danos ainda são evidentes. Existe um buraco na escadaria provocada por uma bala de canhão, a qual passou através duma janela, duma porta aberta e caíu no corrimão. O palácio foi construído por Sir Thomas Holte e permaneceu na família até 1817, quando foi vendido e arrendado por James Watt Jr, filho do mundialmente famoso industrial pioneiro James Watt. Então, o edifício foi comprado, em 1858, por uma companhia privada (a Aston Hall and Park Company Ltd) para uso como parque público e museu. Depois da ocorrência de dificuldades financeiras, foi comprado pela 'Birmingham Corporation em 1864, tornando-se no primeiro palácio rural histórico a passar para a posse municipal.

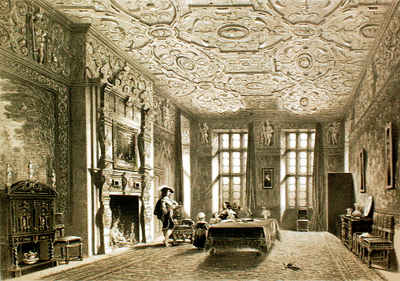
Sala de Estar no Aston Hall, década de 1870.

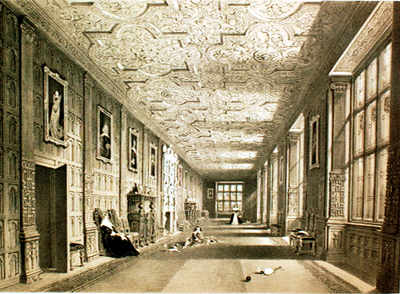
Galeria no Aston Hall, década de 1870.

Aston Hall também foi visitado por Washington Irving, que escreveu sobre o edifício como Bracebridge Hall, tomando o nome de Abraham Bracebridge, marido do último membro da família Holte a viver ali.
Por alguns anos a partir de 1878, as colecções de arte do Museum of Arms foram movidas para o Aston Hall depois dum incêndio ter danificado a Biblioteca Pública municipal e o Birmingham and Midland Institute, os quais dividiam o mesmo edifício situado na Paradise Street, até à construção da actual Galeria de Arte na Birmingham City Council House.
Na década de 1920, a Birmingham Corporation passou por dificuladades financeiras e teve que escolher entre salvar o Aston Hall e o vizinho Perry Hall Park. Aston Hall foi salvo e, em 1927, a Sociedade Cívica de Birmingham desenhou jardins formais que foram implementados pela cidade com uma força de trabalho recrutada entre os desempregados e paga por doações do governo. No entanto, o esquema incluia fontes, terraços e urnas de pedra e uma estátua de Pã que a Sociedade Civil pagou por conta própria.
Em 1934, o trabalho acabado foi apresentado ao Comité de Parques da Cidade e inaugurado pelo Vice-Presidente da Sociedade Cívida de Birmingham, Sir Gilbert Barling.
Aston Hall é agora um museu comunitário integrado no Birmingham Museums & Art Gallery, administrado pelo Birmingham City Council e novamente aberto ao público de forma gratuita depois de renovações levadas a cabo entre 2008 e 2009. Ostenta uma série de salas de época, as quais exibem mobiliário, pinturas, têxteis e peças em metal vindos das colecções do Birmingham Museum & Art Gallery. A cada dois anos, o palácio acolhe a celebração duma noite de Natal chamada "Aston Hall by Candlelight" ("Aston Hall à Luz das Velas"), na qual actores ajudam a trazer vida à época com imitações das festividades do século XVII, sendo o palácio iluminado por 500 velas.
Actualmente, os campos estão cortados pela auto-estrada A38(M), também conhecida como Aston Expressway. Esta via abriu em 1972 e dá ao centro da cidade uma ligação directa à auto-estrada M6.